# Fressines

Fressines este o comună în departamentul Deux-Sèvres, Franța. În 2009 avea o populație de 1,305 de locuitori.